# WWE ID王座
WWE ID王座（WWE ID Championship）は、アメリカ合衆国のプロレス団体WWEにおける王座の一つ。

## 歴史
2024年10月、WWEがインディ団体で活動するプロレスラーの発掘を目的としたプロジェクト「WWE IDを開始。
2025年2月15日にWWEの最高責任者ポール・レベックがWWE ID王座の創設を発表。初代王者はWWE IDの選手によるトーナメントで決定する。